# L'Âme en jeu
Pour plus de détails, voir Fiche technique et Distribution.
L'Âme en jeu (Prendimi l'anima) est un film italien réalisé par Roberto Faenza, sorti en 2002.

## Synopsis
La relation de Carl Gustav Jung et Sabina Spielrein.

## Fiche technique
- Titre : L'Âme en jeu
- Titre original : Prendimi l'anima
- Réalisation : Roberto Faenza
- Scénario : Roberto Faenza avec la collaboration de Gianni Arduini, Giampiero Rigosi, Hugh Fleetwood, Alessandro Defilippi, François Cohen-Séat, Elda Ferri et Ottavio Rosati (consultant), d'après le roman de Aldo Carotenuto
- Musique : Andrea Guerra
- Photographie : Maurizio Calvesi
- Montage : Massimo Fiocchi
- Production : Elda Ferri
- Société de production : Jean Vigo Italia, Medusa Film, Leandro Burgay Publishing Company, Les Films du Centaure et Cowboy Films
- Société de distribution : Les Films du Centaure (France)
- Pays :  Italie,  France et  Royaume-Uni
- Genre : biopic, drame, romance et guerre
- Durée : 90 minutes
- Dates de sortie : 
  -  Italie : 27 septembre 2002 (Festival du film de Sienne), 17 janvier 2003
  -  France : 18 février 2004

## Distribution
- Iain Glen : Carl Gustav Jung
- Emilia Fox : Sabina Spielrein
- Craig Ferguson : Richard Fraser
- Caroline Ducey : Marie Franquin
- Jane Alexander : Emma Jung
- Viktor Sergachyov : Ivan Ionov
- Michele Melega : Pavel
- Giovanni Lombardo Radice : Zorin
- Daria Galluccio : Renate

## Distinctions
Le film a été nommé pour 4 David di Donatello : Meilleur producteur, Meilleure directeur de la photographie, Meilleur décorateur et Meilleur créateur de costumes.